# Antigua Primera Iglesia Presbiteriana (Newark)
La Antigua Primera Iglesia Presbiteriana (en inglés, Old First Presbyterian Church), también conocida como Primera Iglesia Presbiteriana y Cementerio, es una iglesia en Newark, Condado de Essex, Nueva Jersey (Estados Unidos). La iglesia fue incluida en el Registro Nacional de Lugares Históricos en 1972.  Los terrenos, ubicados en el distrito histórico de Four Corners, incluyen un antiguo cementerio. Se encuentra adyacente al First National State Bank Building, construido en estilo neoclásico en 1912.

## Entierros notables
- William Burnet (1730–1791), médico que representó a Nueva Jersey en el Congreso Continental de 1780 a 1781.[3]
- Silas Condit (1778–1861), representó a Nueva Jersey en la Cámara de Representantes de los Estados Unidos de 1831 a 1833.[4]
- Thomas Ward (1759–1842), representó al primer distrito del Congreso de Nueva Jersey en la Cámara de Representantes de los Estados Unidos desde 1813 hasta 1817.[5]
- Thomas M. Woodruff (1804–1855), representó al quinto distrito del Congreso de Nueva York en la Cámara de Representantes de los Estados Unidos de 1845 a 1847.[6]